# Bartolomé de Urdinso
Bartolomé de Urdinso y Arbelaiz o Bartolomé de Urdinzu y Arbelaez (Irún, España, siglo XVII-Paita,  Perú, 1726) fue un marino y militar español. Fue destacado a Virreinato del Perú con la misión de combatir el contrabando y la piratería. En 1718 fue nombrado general de la Armada de la Mar del Sur, con el encargo de reorganizarla. Tuvo a sus órdenes a Blas de Lezo, quien le sucedió en el mando.

## Biografía
Bartolomé de Urdinso era natural de Guipúzcoa, provincia de las Vascongadas con gran tradición marinera. Se experimentó en viajes por el Atlántico y el Pacífico Sur. Su familia tenía lazos comerciales con el Virreinato del Perú.
En 1716 fue enviada desde Cádiz una pequeña flota hacia la costa del Pacífico sudamericano, con la misión de combatir el contrabando, especialmente el francés, que había alcanzado una alta incidencia tras la guerra de sucesión española. Dicha flota, coordinada entre España y Francia, estaba al mando del francés Jean Nicole Martinet y constaba en total de cuatro navíos, tres franceses y uno español. Este último, de nombre Nuestra Señora del Carmen (alias Lanfranco), estaba al mando de Urdinso, que llevaba como lugarteniente a su coterráneo Blas de Lezo.
Al llegar a Cabo de Hornos, el navío de Urdinso, afectado por los vientos y las olas, se vio en la necesidad de regresar a Río de la Plata, mientras que el resto de buques franceses comandados por Martinet continuaron el viaje hacia la costa del Perú, adonde llegaron en 1717.
Durante su estadía en Buenos Aires, Urdinso capturó dos fragatas francesas, adonde transbordó a sus sesenta y siete tripulantes, debido a que su nave había ya quedado inutilizada. 
 Por entonces se enteró de que la Corona le había dado el mando de la Armada de la Mar del Sur (16 de agosto de 1718), con el encargo de que lo adecuara a la nueva organización de la Real Armada española. Urdinso y Lezo se dirigieron entonces al Pacífico sur y llegaron al Callao en enero de 1720.
La Armada del Sur hasta entonces era manejada de manera autónoma por el virrey del Perú; la reforma mencionada consistía en someterla a una dirección centralizada, así como a aumentar el número de sus unidades y a dar una formación más profesional a sus oficiales. También se decidió prescindir de participación francesa en la vigilancia del Mar del Sur. Urdinso recibió el rango de general de la Armada, y Lezo de almirante y segundo a cargo.
Gobernaba entonces en el Perú el virrey-arzobispo Diego Morcillo Rubio de Auñón, quien encomendó a Urdinso, como primera tarea, perseguir al pirata inglés John Clipperton, que estaba asolando las costas de Chile desde 1719. Al mando de tres navíos, Urdinso persiguió a Clipperton, que logró escapar dirigiéndose a la costa de Panamá (1720).
También Urdinso fue enviado a dar caza al colega de Clipperton, George Shelvocke, que había atacado y saqueado el puerto de Paita. Estuvo a punto de capturar al pirata, pero este, mediante un hábil estratagema, logró eludir a las naves españolas que lo habían acorralado (1720).
Urdinso trató de cumplir las instrucciones que había recibido de reformar la Armada del Sur. Pero la resistencia de las autoridades virreinales le impidió realizar esa labor. En 1723 fue reemplazado por Blas de Lezo, quien tampoco logró llevar a cabo dicha reforma.
Bartolomé de Urdinso falleció en el puerto de Paita en 1726.